# En leidde hen naar Egypte
En leidde hen naar Egypte is een hoorspel van Johannes Hendrich. Und führte sie nach Ägypten werd op 21 december 1955 door de RIAS (Rundfunk im amerikanischen Sektor Berlins) uitgezonden. Henk Muris vertaalde het en de KRO zond het uit op dinsdag 25 december 1962. De regisseur was Willem Tollenaar. Het hoorspel duurde 54 minuten.

## Rolbezetting
- Frans Somers (Martin Hajek)
- Barbara Hoffman (Lisa, zijn vrouw)
- Tonny Foletta (Josef)
- Johan Wolder (Frantisek)
- Paul van der Lek (Karel)

## Inhoud
Het is kerstavond, ergens aan het IJzeren Gordijn patrouilleren twee grenswachten, een oudere man en een jonge. De jonge gaat helemaal op in zijn dienst, de oudere herinnert zich vroegere kerstdagen, en hij kijkt de berghelling af in het andere land. Daar branden lichten, daar is het klaar. Wellicht wordt hem pas in deze nacht de zin van het kerstfeest duidelijk. Hij heeft een grote schuld op zich geladen en bekent het, om de jongen te waarschuwen niet ook een slachtoffer te worden van politieke dwalingen. Maar de jongen slaat de waarschuwing in de wind: "Ik weet, dat jullie ouderen ontevreden zijn. Maar dat doet er niet toe. Jullie sterven uit." Ze vermoeden beiden niet, dat ze kort voor een beproeving staan, dat in de vervallen hut op de helling boven hen een kind geboren wordt. Lisa en Martin zijn in de hut gekropen tijdens hun gevaarlijke vlucht naar het andere, klaardere land. Als daarginds de klokken beginnen luiden, als hun stemmen machtig de berg uit dreunen, wil de jonge grenswacht de hut in brand steken, ter ere van de duivel. Hij wil binnengaan en staat met zijn oudere kameraad geboeid op de drempel te kijken: een kind werd geboren in de nacht, in deze nacht, en het is nu aan hen, of boven de hut een ster zal oplichten...